# Kossougoudou
Kossougoudou är en ort i Burkina Faso.   Den ligger i regionen Est, i den centrala delen av landet, 160 km öster om huvudstaden Ouagadougou. Kossougoudou ligger 299 meter över havet och antalet invånare är 1 736.
Terrängen runt Kossougoudou är mycket platt. Närmaste större samhälle är Bogandé, 9,1 km öster om Kossougoudou.
Trakten runt Kossougoudou består i huvudsak av gräsmarker. Runt Kossougoudou är det ganska glesbefolkat, med 47 invånare per kvadratkilometer.